# 國立陽明交通大學百川學士學位學程
國立陽明交通大學百川學士學位學程（英語 : Arete Honors Program, NYCU），簡稱陽明交大百川學程，是成立於2017年的不分系跨域學程，與多數大學科系不同的是，進入該學程就讀的入學資格採「特殊選才」而非傳統大考成績，成立的宗旨為打破科系藩籬，培養「非典型人才」。

## 歷史
- 2017年，國立交通大學時任校長張懋中認為面對未來社會需要跨領域整合[2]，且對於現有大考制度所招收的結果不盡滿意，而交大於同年舉行第一次百川學程的特殊選才，瞄準實驗教育以及高中自學生，並採書面審查及面試而非考試成績[3]。

- 2018年，首屆百川大一新生入學，共錄取17名新生，學生來源包括音樂、設計、教育、數學、建築、法律、體育、外交、新聞等特長生[4][5]。

## 授課模式
國立陽明交通大學百川學士學位學程採大一到大四不分系，且畢業總學分128學分中有100學分可以自行安排，與傳統科系限制不同。

## 外部連結
- 國立陽明交通大學百川學士學位學程 - Arete Honors Program, NYCU （页面存档备份，存于）

## 附註
1. ↑  .   [2024-07-29]. （原始内容存档于2023-03-21）.
2. ↑  .   [2024-07-29]. （原始内容存档于2023-06-12）.
3. ↑  .   [2024-07-29]. （原始内容存档于2024-01-29）.
4. ↑  .   [2024-07-29]. （原始内容存档于2024-07-29）.
5. ↑  .   [2024-07-29]. （原始内容存档于2024-07-29）.
6. ↑  .   [2024-07-29]. （原始内容存档于2024-07-29）.